# Kirovohrad oblast
Kirovohrad oblast är ett oblast (provins) i centrala Ukraina. Huvudort är  Kropyvnytskyj, tidigare kallad Kirovohrad. 
De största städerna i regionen är Kropyvnytskyj, Oleksandrija, 
Znamyanka och Svitlovodsk